# Lorenzo Lucena
Lorenzo Lucena Pedrosa (* 24. März 1807 in Córdoba; † 24. August 1881 in Oxford) war ein spanischer Theologe, der in England als Hispanist wirkte.

## Leben
Lorenzo Lucena besuchte ab 1821 die Seminarschule in Córdoba, wurde 1828 dort Theologielehrer und 1830 Schulleiter. 1836 floh er nach Gibraltar, trat zur Anglikanischen Kirche über, heiratete und wurde anglikanischer Priester. 1849 ging er mit Familie nach Liverpool und wurde Spanischlehrer.
Lucena war von 1858 bis zu seinem Tod 1881 an der Taylor Institution (für europäische Sprachen) der erste lehrende Hispanist der Universität Oxford. Er baute eine entsprechende Bibliothek auf. 1877 wurde ihm durch die Universität für seine Verdienste der Titel Magister Artium honoris causa verliehen (da ihm jede offizielle Qualifikation fehlte).
Lucena machte sich verdient durch die Neubearbeitung der berühmten, aber veralteten Bibelübersetzung Reina-Valera von Casiodoro de Reina und  Cipriano de Valera.

## Werke
- (Übersetzer) Religión, disciplina, y sagrados ritos de la Iglesia de Inglaterra. Opúsculo de Cosino, Obispo de Durham (1594–1672). Con algunos breves razonamientos acerca de la fé Catolica, y Reformación Anglicana, aus dem Lateinischen übersetzt, Liverpool 1856
- (Bearbeiter) La Santa Biblia que contiene los Sagrados Libros del Antiguo y Nuevo Testamento. Antigua version de Cipriano de Valera, cotejada con diversas traducciones, y revisada con arreglo á los originales Hebréo y Griego, Oxford 1862, 1865, 1869